# Медолюб кадавуйський
Медолюб кадавуйський (Meliphacator provocator) — вид горобцеподібних птахів родини медолюбових (Meliphagidae). Ендемік Фіджі.

## Таксономія
За результатами молекулярно-генетичного дослідження, опублікованого в 2019 році, кадавуйський медолюб був переведений до відновленого роду Meliphacator.

## Поширення і екологія
Кадавуйські медолюби є ендеміками островів Кадаву. Вони живуть в рівнинних і гірських вологих тропічних лісах, мангрових заростях. парках і садах.